# Roam
Roam is een nummer van de Amerikaanse band The B-52's uit 1989. Het is de derde single van hun vijfde studioalbum Cosmic Thing.

## Achtergrondinformatie
"Roam" is een oproep om eropuit te trekken en de wereld te zien. De zangeressen van de groep, Kate Pierson en Cindy Wilson, zingen dit nummer, waarbij Pierson het eerste couplet voor haar rekening neemt en Wilson het tweede. In het refrein, de brug en het derde couplet zingen ze samen. Het is een van de weinige nummers van de B-52's waarop zanger Fred Schneider niets te doen heeft; als ze het live speelden, hing hij achterover met een tamboerijn.
Het nummer werd een hit in Amerika, waar het de 3e positie behaalde in de Billboard Hot 100. Ook in andere, voornamelijk Engelstalige landen kende de plaat succes. In Nederland deed het nummer niets in de hitlijsten.

## Tracklijst
- 7"- CD- en cassettesingle

1. "Roam"
2. "Whammy Kiss" (live)
3. "Dance This Mess Around" (live)

- 12"

1. "Roam" (radio mix) – 4:13
2. "Roam" (12-inch remix) – 8:17
3. "Roam" (12-inch extended mix) – 5:25